# سياسة التأشيرات في المغرب
يجب على المواطن الأجنبي الراغب في دخول المغرب الحصول على تأشيرة ما لم يكن مواطنًا من إحدى الدول المعفي مواطنيها من الحصول على التأشيرة. في 10 يوليو 2022 أطلقت الحكومة المغربية نظام التأشيرات الإلكترونية  لتسهيل منح التأشيرات للمواطنين الأجانب الخاضعين لهذه الإجراءات الشكلية.

## خارطة التاشيرات

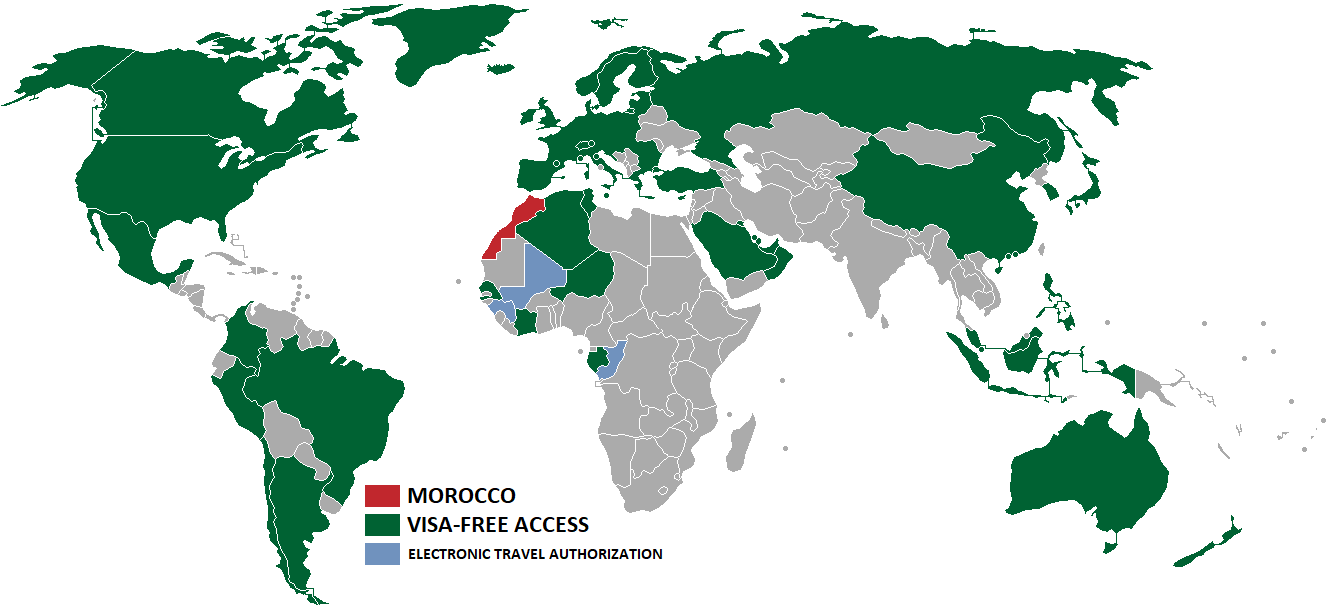
السياسة المغربية للدول بدون تأشيرة
المغرب
بدون تأشيرة ل 90 يوما
بدون تأشيرة ل 30 يوما (سنغفورة فقط)

## مواطني الدول المعفية من التأشيرة
يمكن للمواطنين من البلدان التالية المكوث في المغرب حتى تسعين يوما بدون تأشيرة:
| - الاتحاد الأوروبي - الجزائر - أندورا - الأرجنتين - أستراليا - البحرين - البرازيل - كندا - تشيلي - الكونغو - الغابون - غينيا - هونغ كونغ (لمدة شهر) - إندونيسيا - ساحل العاج - اليابان - الكويت - مالي - المكسيك | - موناكو - نيوزيلندا - النيجر - عمان - بيرو - الفلبين - قطر - روسيا - سان مارينو - السعودية - السنغال - سنغافورة (لمدة شهر) - كوريا الجنوبية - تونس - تركيا - الإمارات العربية المتحدة - الولايات المتحدة - فنزويلا |